# Ignjat Granitz
Ignjat Granitz, također: Vatroslav Granitz (Nemes Magasi, Mađarska, 1845. – Zagreb, 17. prosinca 1908.), hrvatski poduzetnik, industrijalac, mecena i izdavač židovske narodnosti. Značajno je utjecao na društveni, posebno gospodarski i umjetnički život Zagreba krajem 19. i početkom 20. stoljeća.
Roditelji su mu vjerojatno bili siromašni seljaci. Godine 1864. završio je učiteljsku školu u mađarskom gradu Đuri. Čini se da je neko vrijeme polazio rabinsku školu u Bratislavi, ali ju je zbog svojih liberalnih nazora ubrzo morao napustiti. Radi kao učitelj u trgovištu Sárváru, a zatim u Velikoj Kaniži blizu hrvatske granice. Tu je upoznao Paulu Deutsch, s kojom se vjenčao 1870. Imali su četiri kćeri.

## Poslovna djelatnosti: trgovina papirom i tiskara
Upoznavši zagrebačkog tiskara Leopolda (Lavoslava) Hartmana, doseljava 1869. u Zagreb; godine 1876. dobiva zavičajno pravo. Radi u Hartmanovoj tiskari koju su zajedno vodili on, Hartman i Vilim Schwarz, a zatim 1878. osnivaju tvrtku Hartman & Granitz za trgovinu papirom na veliko. Nakon Hartmanove smrti, Granitz s Vilimom Schwartzom isplaćuje njegovu udovicu, te 1882. tvrtka Ignjat Granitz & Comp. stiče i vlasništvo nad tiskarom. 
Osuvremenjujući proizvodnju novim strojevima i tehonologijom, te vješto korišteći društvene veze i trgovačku vještinu, brzo je proširivao poslove. 
Od godine 1883. njegova tiskara nabavlja papir te tiska, pohranjuje i distribuira sve školske knjige za pučke učionice u Hrvatskoj i Slavoniji; tako se hrvatska školska naklada oslobađa ovisnosti o Beču. Novcem koji je od dobiti uplaćivao u blagajnu zemaljske vlade je Isidor Kršnjavi godine 1891. restaurirao zgradu Odjela za bogoštovlje i nastavu u Opatičkoj 10, te raskošno opremio dvoranu u zgradi. To je danas poznata i reprezentativna "Zlatna dvorana" Hrvatskog instituta za povijest.
Bio je među osnivačima Zagrebačke tvornice papira 1895., član Hrvatsko-slavonske komercijalne banke, pokretač osnivanja Saveza hrvatskih i slavonskih industrijalaca, strukovne organizacije čiji je bio doživotni potpredsjednik.
Nakon njegove smrti, spajanjem s tiskarom Ivana Novaka nastao je 1920. Grafičko-nakladni zavod Tipografija d.d., koji je izdavao dnevnike Jutarnji list, Večer i Obzor, te pokrenuo ilustriranu reviju Svijet. Godine 1959., sjedinjenjem s Narodnim listom nastala je novinska kuća Vjesnik.

## Društveno i kulturno djelovanje
Kako raste njegov društveni ugled, postaje član Trgovačko-obrtničke komore i masonske lože "Ljubav bližnjemu", tada zatvorenog kruga simpatizera režima, te biva biran za gradskog zastupnika kao član Narodne stranke.
Značajan je njegov rad na promicanju kulture. Godine 1887. izdao je Gundulićev spjev Suze sina razmetnoga. Godine 1891. pokrenuo je poučno-zabavni časopis za mlade Pobratim, kojeg je uređivao književnik Petar Marković. U njemu su objavljivali Silvije Strahimir Kranjčević, Oton Kučera, Jagoda Truhelka, Ljubomir Maraković, Zdenka Marković idr. Izdavao je i časopis Obćinar kojem je urednik bio Đuro Deželić.
Njegova kuća na Preradovićevom trgu postala je okupljalište intelektualne elite bez obzira na socijalno podrijetlo, prkoseći tadašnjim običajima staleškog podvajanja. Publicist i povjesničar Josip Horvat navodi da je tu bio jedini zagrebački salon prije 1914. Tu su se okupljali glumci, slikari, pisci i glazbenici, također i redaktori i suradnici Granitzevih listova. Obitelj je osobito voljela glazbu, pa su prijateljice njihovih kćeri bile pjavačica Milka Trnina i skladateljica Dora Pejačević. Granitzeve kćeri, zetovi i unuk, poznati filozof Pavao Vuk-Pavlović, nastavili su tu tradiciju.
Povjesničarka Lelja Dobronić (koja je bila supruga Granitzovog unuka Pavla Vuk-Pavlovića) piše: »Granitz je bio pravi predstavnik europskog prosvijećenog građanstva svoga doba u tada još malenom Zagrebu.« (Dobronić, str. 9) »U tom krugu više se ćutio utjecaj secesijskog Münchena nego Beča, horizont bijaše širi. Dom Granitzov bijaše dom buržoazije zapadnog tipa, gdje je fundus imetka bio plodna potka za kulturno iživljavanje.« (Dobronić, str. 100)
Josip Horvat piše o njegove četiri kćeri: »Dao im je uzoran odgoj i naobrazbu,  nešablonsku agramersku, već srednjoevropsku onog vremena, prožetu duhom slobodoumlja, humanitarnosti i tolerancije. Stari je Granitz očito ozbiljno shvaćao načela masonerije, njihov je pečat nastojao dati odgoju svojih kćeri.« (Horvat, str. 241)

## Sudbina obitelji u NDH
Godine 1941. režim NDH im je, kao Židovima, oduzeo svu imovinu. Većina članova porodice bila je pobijena.   (Vidi članak Holokaust u NDH.) Jedna kćer, Olga Schulz, ubijena je na ulici usred Zagreba. Druga, Zlata Schulz (bile su udane za dvojicu braće) izvršila je samoubojstvo kada je Gestapo došao po nju. Treća, Štefanija, preživjela je rat skrivajući se u Nizozemskoj. Najstarija, Janka, iako je još 1900. postala katolkinja, bila je odvedena u zatvor na Savskoj cesti, odakle su je izbavili bivši studenti njenog sina, profesora filozofije Pavla Vuk-Pavlovića. Ubijeni su i Ignatovi zetovi, unuci i drugi članovi porodice. Nakon uspostave komunističke vlasti druge Jugoslavije imovina im nije vraćena.

## Granitzova kuća na Cvjetnom trgu u Zagrebu
Godine 1886. podigao je neorenesansnu dvokatnicu (kasnije obnovljena u secesijskom stilu) u Margaretskoj br. 8 (danas je adresa Preradovićev trg 6). Arhitekt je bio Hermann Bollé. U dvorištu je bila tiskara, a u prizemlju poslovnica. Zgrada je konfiscirana 1941. od strane vlasti NDH. Nakon Drugog svjetskog rata, sve do 1990-ih, to je Vjesnikova poslovnica, po kojoj je zgrada bila poznata među Zagrepćanima. 
Zanimljivo je da se kuća našla u sjedištu jake javne kontroverze 2007. godine kada je poduzetnik Tomo Horvatinčić u sklopu preuređenja bloka Preradovićev trg-Ilica-Gundulićeva-Varšavska najavio srušiti tu i susjednu zgradu. Protiv toga povela se snažna građanska kampanja (Pravo na grad), ali je kuća ipak srušena u kolovozu 2009. godine.